# 北区立浮間小学校
北区立浮間小学校（きたくりつうきましょうがっこう）は、東京都北区浮間3丁目にある公立小学校。

## 沿革
- 1952年（昭和27年）7月1日 - 東京都北区立袋小学校分校として開校。この時点の学級数6学級・児童数275名。
- 1953年（昭和28年）
  - 3月1日 - 4教室増築竣工。
  - 3月19日 - 高畠益之介初代校長が着任。
  - 4月1日 - 東京都北区立浮間小学校として、独立開校。開校時点の学級数12学級・児童数526名。
  - 4月15日 - 落成式を兼ねて、開校式挙行。
- 1958年（昭和33年）
  - 9月1日 - 分校設置。
  - 9月26日 - 台風22号により、床上浸水20cmの被害が出る。3日間臨時休校の措置を採り、給食に至っては45日間停止となる。
- 1959年（昭和34年）10月1日 - 前年9月に設置された分校が独立し、北区立西浮間小学校となる。
- 1960年（昭和35年）4月15日 - 校歌制定。
- 1961年（昭和36年）3月31日 - プール（縦25m×横10m・6コース）完成。
- 1963年（昭和38年）3月22日 - 創立10周年記念式典及び体育館落成式挙行。校庭簡易舗装完成。
- 1967年（昭和42年）3月31日 - 改築第一次工事完成（鉄筋3階・普通教室3、理科室・家庭科室・音楽室各1）。
- 1968年（昭和43年）3月27日 - 改築第二次工事完成（普通教室5、管理室5）。
- 1969年（昭和44年）3月19日 - 改築第三次工事完成（普通教室8・玄関1）。
- 1970年（昭和45年）2月7日 - 改築第四次工事完成（普通教室3）。
- 1972年（昭和47年）3月20日 - 校庭舗装。花壇完成。
- 1973年（昭和48年）2月1日 - 改築第五次工事完成（普通教室6）。
- 1974年（昭和49年）3月31日 - 改築第六次工事完成（普通教室8・特別教室2(図工室・図書室)）。
- 1975年（昭和50年）3月8日 - 20周年記念式挙行。
- 1977年（昭和52年）1月13日 - 給食調理室改築竣工。
- 1978年（昭和53年）
  - 11月10日 - 体育倉庫改築、栽培用倉庫新築工事完了。
  - 12月18日 - 新放送設備設置し、運用開始。
- 1979年（昭和54年）
  - 3月20日 - 昭和53年度卒業記念として、交渉（ブロンズ）設置。
  - 3月26日 - 掲示板張り替え工事。
  - 6月7日 - 正門フェンス工事。
  - 6月16日 - 家庭科教室水道管固定工事。
  - 6月17日 - 教室手すり取り付け工事。
  - 7月7日 - 門標（ブロンズ）取り付け工事。
  - 8月5日 - 鳥小屋改修。
  - 9月23日 - 水生園整備工事。
  - 10月23日 - カラーテレビ5台設置。
  - 11月26日 - 屋上雨漏り工事。
- 1980年（昭和55年）
  - 1月23日 - 給食用生ゴミ倉庫新設。
  - 1月25日 - 理科教室改修工事完了。
  - 4月17日 - 家庭科教室改修工事完了。
  - 6月10日 - カラーテレビ7台購入。
  - 9月25日 - 屋上・校舎接続箇所修理。
  - 11月17日 - グランドピアノ一式購入。
  - 12月7日 - はん登棒新設、シーソー・ブランコ補修。
- 1981年（昭和56年）
  - 3月21日 - 体育館紅白幕一式と時報時計設置（卒業記念）。
  - 3月27日 - 家庭科室の机整理。
  - 6月10日 - カラーテレビ6台設置。
  - 7月10日 - 教室用スピーカー設置。
  - 9月24日 - 校庭ダスター舗装、裏門改修、スプリンクラー3基設置。
- 1982年（昭和57年）
  - 2月13日 - 第29回卒業記念として、屋外に大時計設置。
  - 3月31日 - 焼却炉新設、体育館椅子格納庫の整備。
  - 12月31日 - 塗装工事（給食室・特別教室3・普通教室6）。
- 1983年（昭和58年）
  - 3月31日 - 児童更衣室改築工事竣工。第30回卒業記念として、体育館に大時計設置。
  - 9月30日 - 北側金網塀改築工事完了。
  - 10月31日 - 観察池と水生園改修。
  - 11月19日 - 30周年記念式挙行。
- 1984年（昭和59年）
  - 1月28日 - 家庭科室ガス配管改築工事。
  - 4月18日 - 花壇区画整理（学級園）。
  - 6月11日 - 図書館床カーペット改修。
- 1985年（昭和60年）
  - 1月26日 - 郷土資料室工事完成。
  - 2月28日 - 校庭固定遊具施設移設工事完了。給食室熱風消毒保管庫（2台）取替工事。
  - 3月30日 - SR教室新設（機器25台）。
  - 7月3日 - プール竣工（25m×8.5m・5コース）、濾過装置新設。新うさ山改修。
- 1986年（昭和61年）
  - 3月7日 - 新倉庫とワークルーム（多目的室）完成。
  - 8月31日 - 普通教室・保健室・用務員室の塗装完了。
- 1987年（昭和62年）
  - 3月10日 - 新体育館と正門及び東側金網塀の両工事完了。
  - 6月6日 - 新体育館落成式挙行し、祝賀会開催。
  - 12月26日 - 機械警備設備設置。
- 1988年（昭和63年）
  - 2月10日 - 校内テレビ放送設備設置。
  - 4月1日 - 機械警備開始
  - 4月23日 - 桜草園記念除幕式挙行し、祝賀会開催。
  - 8月31日 - 校長室・職員室・応接室・給食室の塗装完了。給食室保冷庫設置と区民解放室の両工事完了。
  - 11月12日 - 桜草移植と桜草園増設。
- 1989年（平成元年）
  - 10月31日 - 校舎大規模改修工事完了。
  - 12月4日 - 竪穴建物を復元。
- 1990年（平成2年）
  - 3月31日 - 廊下・昇降口（両側）・管理室・教室・特別教室照明増設工事。
  - 8月31日 - 教室・廊下（東側）塗装工事完了。
  - 10月31日 - 教室・廊下床張替工事完了。管理室・教室出入口扉・建具取替工事完了。
- 1991年（平成3年）
  - 2月10日 - 校庭・花壇設備工事完了。
  - 4月15日 - ファクシミリ設置。
- 1992年（平成4年）
  - 1月10日 - 学校沿革史板取り付け。
  - 2月6日 - 体育館東側花壇完成。
  - 3月31日 - 空調機取り付け（5教室）。
- 1993年（平成5年）
  - 3月1日 - 音楽室防音改修工事完了。
  - 10月29日 - 40周年記念式典挙行。
  - 12月27日 - 多目的室改修工事完了。
- 1994年（平成6年）4月24日 - 浮間さくら草庭園が完成し、贈呈記念式典挙行。
- 1995年（平成7年）
  - 3月9日 - 給食生ゴミ処理機設置。
  - 4月1日 - ティーム・ティーチング（T・T）を算数に導入。
- 1996年（平成8年）
  - 4月9日 - 新図書室整備工事完了。
  - 8月31日 - コンピュータ教室完成。
  - 9月19日 - 通学路調査・全面調査実施。
- 1998年（平成10年）
  - 4月19日 - 桜草庭園記念碑建立10周年記念式典挙行。
  - 9月5日 - 給食室改修工事完了。
- 1999年（平成11年）
  - 3月11日 - 桜草園フェンス・舗装路工事整備完了。
  - 4月2日 - 学校給食調理業務の民間委託開始。
  - 8月19日 - プール飛び込み台撤去工事完了。
- 2000年（平成12年）3月2日 - 桜草園フェンス及び周囲舗装工事完了。
- 2001年（平成13年）4月19日 - インターネット導入工事完了。
- 2002年（平成14年）4月1日 - 週5日制完全実施。
- 2003年（平成15年）
  - 2月3日 - うきうき池造成開始。
  - 3月 - 2・3階流し前ノンスリップ工事。
  - 5月 - パソコン室機種更新工事。
  - 11月22日 - 創立50周年記念式典挙行。
- 2004年（平成16年）9月1日 - 校内LAN工事完了。
- 2006年（平成18年）3月15日 - 体育館脇植込工事完了。
- 2007年（平成19年）3月30日 - 谷村教育基金による「さくら草庭園」整備。同日、余裕教育整備プロジェクトによる新教育相談室完成。
- 2008年（平成20年）
  - 8月1日 - パソコン室機種変更及びAV機器設置。同日、校務用パソコン設置。
  - 9月 - この月から翌年3月まで、「うきうき池」改修活動実施。
- 2010年（平成22年）
  - 1月22日 - 竪穴建物「うき穴住居」完成。
  - 2月6日 - この日から28日まで、JR北赤羽駅浮間口高架下虹の広場壁面制作。
  - 3月23日 - 特別支援学級（3教室・職員室）完成。
  - 4月1日 - 特別支援学級4組開設。
  - 12月 - 「うきうき柳田」完成。
- 2011年（平成23年）8月31日 - 地デジ対応テレビ等設置作業完了。
- 2012年（平成24年）2月29日 - 体育館改修完了。
- 2013年（平成25年）
  - 2月28日 - プールシャワー工事完了。
  - 4月9日 - 浮間放課後子どもプラン開始。
- 2017年（平成29年）4月1日 - 「うさかま里山」改修完成。
- 2018年（平成30年）
  - 4月15日 - 開校65年記念日。
  - 7月15日 - リフレッシュ改修工事（I期）開始。
- 2019年（平成31年）
  - 1月31日 - リフレッシュ改修工事（I期）終了。
  - 3月1日 - 体育館内空調機器設置。
  - 3月31日 - 放課後棟完成。

## 教育目標
- ◯よく考え進んで学習する子
- ◯仲良くすなおで明るい子
- ◯じょうぶな体でがんばる子

## 通学区域
出典
- 浮間1丁目（全域）
- 浮間3丁目（全域）

## 進学先中学校
出典
公立中学校に進学する場合
- 北区立浮間中学校

## 学校周辺
- 都営浮間三丁目アパート
- UR都市再生機構浮間三丁目エステート
- このほか、都営浮間三丁目アパートやUR都市再生機構浮間三丁目エステート以外のマンション・アパートも点在する。
- 新河岸川
- 北区立北幼稚園 - 進級前幼稚園のひとつ
- ファミリーマート北区浮間三丁目店
- オーケー北赤羽店
- 島忠ホームズ北赤羽店
- 東京消防庁赤羽消防署浮間出張所
- 松陽電工本社
- このほか、中小規模の工場なども点在する。また、新河岸川をはさんだ対岸側には、医療法人社団博栄会浮間中央病院もある。さらに、学校付近の新河岸川は、北区と板橋区との区境線となっている。

## アクセス
- JR東日本埼京線北赤羽駅（浮間口）から、徒歩約450m・約7分。
- なお、学校近くには、国際興業バス「浮間三丁目」停留所があるが、平日深夜（学校解放時間外）のみ運行する「赤71」と「赤72」の各系統しか停車しない。

## 著名な出身者
- 中丸雄一（KAT-TUN）
- 早見あかり（女優。元・ももいろクローバー）
- 岡崎慎（サッカー選手）
- 安部裕葵（サッカー選手）